# 稲川善一
稲川 善一（いながわ ぜんいち、1917年9月15日 - 1997年5月8日）は、日本の俳優。東京都出身。松竹、東京俳優生活協同組合に所属していた。本名及び旧芸名は稲川 忠一。

## 出演作品

### 映画
- はたちの青春（1946年、松竹） - 井上
- 破られた手風琴（1946年、松竹） - 子分
- 女の幽霊（1946年、松竹） - 江戸ッ子
- わが恋せし乙女（1946年、松竹） - 牧童
- 社長と女店員（1948年、松竹） - 経理課長
- 早春（1956年、松竹）
- 足のある幽霊（1956年、松竹） - 家主
- ここに幸あり（二部作）（1956年、松竹） - 石鳥幾次郎
- お母さんの黒板（1956年、松竹） - 上田
- ホガラカさん（二部作）（1956年、松竹） - 柏田部長
- 次男坊故郷へ行く（1956年、松竹） - 床屋
- 緑なる人（二部作）（1956年、松竹） - 老社員
- 茶の間の時計 愛情の波紋（1956年、松竹） - おでん屋の親爺
- 晴れた日に（1956年、松竹） - 新聞記者
- 俺は死なない（1956年、松竹） - 社員
- 朱と緑（1956年、松竹） - 主任警部
- 三羽烏再会す（1956年、松竹） - 浅川
- 別れの一本杉（1956年、松竹） - 田中
- あなた買います（1956年、松竹） - 事務員
- つゆのあとさき（1956年、松竹） - 易者
- 花ふたたび（1956年、松竹） - 刑事主任
- いとしい恋人たち（1957年、松竹） - 医師
- 母と子の窓（1957年、松竹） - 清沢弁護士
- 土砂降り（1957年、松竹） - 杉課長
- 嵐の中の抱擁 おもかげは遥かなり（1957年、松竹） - 政治家風の客
- 悪魔の顔（1957年、松竹） - 印刷屋の親爺
- 青い目のロバ（1957年、松竹）
- 青い花の流れ（1957年、松竹） - 此宮部長
- 張込み（1958年、松竹） - 郵便屋
- 月給一三、〇〇〇円（1958年、松竹） - 波野武
- どろんこ天国（1958年、松竹） - 千代の父
- 坊っちゃん（1958年、松竹） - 萩野家主人
- モダン道中 その恋待ったなし（1958年、松竹） - 厳
- 恐怖の対決（1958年、松竹） - 刑事
- 顔役（1958年、松竹） - 県警察本部長
- 眼の壁（1958年、松竹） - 東洋相互銀行次長
- 赤ちゃん颱風（1958年、松竹） - コンクールの審査員
- 幸運の階段（1958年、松竹） - 立花
- 大学の合唱（1959年、松竹） - 沢村主任教授
- 人間の條件 第一部 純愛篇 / 第二部 激怒篇（1959年、松竹） - 小池
- いたづら（1959年、松竹） - 近藤
- ハイ・ティーン（1959年、松竹） - A級主任
- 風の中の瞳（1959年、松竹） - 源三
- 愛を誓いし君なれば（1959年、松竹） - 酒巻
- ふるさとの風（1959年、松竹） - 岩田社長
- 恋愛裁判（1959年、松竹） - 家裁の裁判官
- 幸福の合唱（1959年、松竹） - 川田教頭
- 大願成就（1959年、松竹） - 前川
- 正々堂々（1959年、松竹） - 検事正
- わが古城の町（1959年、松竹） - 利助
- 聖女と拳銃（1959年、松竹） - 藤岡
- 痛快なる花婿（1960年、松竹） - デパート仕入課長
- 大いなる愛の彼方に（1960年、松竹） - 中島医師
- 日本よいとこ 無鉄砲旅行（1960年、松竹） - トラ係主任
- 明日はいっぱいの果実（1960年、松竹） - 警察官部長
- ゼロの焦点（1961年、松竹） - 鵜原の上司
- 女舞（1961年、松竹） - 西川家の執事
- あの波の果てまで 後篇（1961年、松竹） - 河合
- 裸体（1962年、松竹） - 三野
- 秋刀魚の味（1962年、松竹） - バーの客
- スター誕生（1963年、松竹） - 堀川
- 島育ち（1963年、松竹） - 工場長
- 結婚の設計（1963年、松竹） - 後藤
- 駆逐艦雪風（1964年、松竹）
- 戦場の野郎ども（1964年、松竹） - 揚大尉
- 五瓣の椿（1964年、松竹） - 伊勢屋宗三郎
- 紀ノ川（1966年、松竹）
- 女の一生（1967年、松竹） - 和尚
- 柔の星（1970年、東宝） - 英語教師
- 約束（1972年、松竹） - 裁判長
- 動乱（1980年、東映） - 鈴木貫太郎
- 軽井沢夫人（1982年、にっかつ）
- マルサの女2（1988年、東宝） - 地鎮祭の客

### テレビドラマ

#### NHK
- 大衆名画座 人形佐七捕物帳 第7話「ほおずき大尽」（1965年）
- 大河ドラマ
  - 勝海舟 第29話「海軍伝習生春山弁蔵」（1974年） -  家老
  - 風と雲と虹と（1976年） - 郡の大領、村人
  - 花神 第19話「上海みやげ」（1977年） - 長州藩重臣
  - 獅子の時代（1980年） - 重臣、老人
  - おんな太閤記（1981年） - 農夫
  - 峠の群像（1982年） - 勅使
  - 徳川家康（1983年） - 与次郎
  - 山河燃ゆ 第39話「モニター」（1984年） - 寺島健
  - 太平記 第6話「楠木登場」（1991年） - 良斎、赤橋家家臣
- NHK特集
  - 明治の群像 海に火輪を（1976年）
    - 第2話「大隈重信 〜明治14年の政変〜」 - 山縣有朋
    - 第3話「伊藤博文 〜憲法取調〜」
    - 第7話「陸奥宗光 〜後編〜」 - 西郷従道

  - 日本の戦後 第8集「審判の日 極東国際軍事裁判」（1977年）
- 御宿かわせみ
  - 第1シリーズ 第11話「山茶花は見た」（1980年）
  - 第2シリーズ 第9話「幼なじみ」（1982年）
- マリコ 前編「開戦前夜」、後編「二つの祖国、父の国、母の国」（1981年）
- 水曜ドラマ / 続・イキのいい奴（1988年）
- その人の名を知らず 第1話（1989年）
- ドラマ10 / 詩城の旅びと（1990年）
  - 第1話「投書の女」
  - 第5話「愛の運命(さだめ)」
- ヒロシマ 原爆投下までの4か月（1996年）※遺作

#### 日本テレビ
- 続・風と樹と空と（1967年）
- 光速エスパー 第2話「大彗星M現わる」（1967年） - 黒部博士
- 坊っちゃん 第3話（1970年）
- おれは男だ! 第8話「剣道部レッツ・ゴー!」（1971年）
- 超人バロム・1 第3話「恐怖の細菌魔人イカゲルゲ」（1972年） - 平野
- 月曜スター劇場
  - あの橋の畔で 第14話「愛すればこそ」（1972年）
  - 冬物語 第7話「時のいたずら」（1972年） - 医師
- サンダーマスク 第6話「東京砂漠だハカイダー」（1972年） - 医師
- 子連れ狼（萬屋錦之介版）
  - 第一部 第24話「なみだ糸」（1973年）
  - 第三部 第22話「父子草大五郎」（1976年）
- 白い牙（1974年）
  - 第24話「復讐の呼び声」
  - 第25話「復讐の炎」
- 伝七捕物帳
  - 第58話「花となった女」（1975年）
  - 第81話「罠を斬った包丁」（1975年）
- 剣と風と子守唄（1975年）
  - 第6話「荒原の墓標」
  - 第14話「地獄に恋した野郎ども」
- 太陽にほえろ!
  - 第172話「俺たちの仲間」（1975年）
  - 第221話「刑事失格!?」（1976年）
  - 第288話「射殺」（1978年）
  - 第322話「誤射」（1978年）
  - 第350話「高校時代」（1979年）
  - 第363話「13日金曜日 ボン最期の日」（1979年）
  - 第491話「ドックのうわごと」（1982年）
- さよならの夏（1976年）
- 大都会シリーズ
  - 大都会 闘いの日々 第15話「前科者」（1976年）
  - 大都会 PARTII（1977年）
    - 第15話「炎の土曜日」
    - 第28話「狙撃」

  - 大都会 PARTIII
    - 第6話「東京・クライシス」（1978年）
    - 第26話「殺人予告」（1979年）
    - 第37話「頭取集団誘拐」（1979年）
- 金曜劇場 / ちちんぷいぷい 第6話「真実を伝えることか?!」（1977年） - 文造
- 新五捕物帳
  - 第7話「虹をかけた送り舟」（1977年） - 大店の主人
  - 第48話「七日目の自訴」（1978年）
  - 第63話「遠い春の親子花」（1979年） - 大和屋
  - 第98話「涙で晴らす父の仇」（1980年） - 医者
  - 第124話「子が結ぶ夫婦仲」（1980年）
  - 第128話「鯨とりの詩」（1980年） - 中間
  - 第144話「あした咲く義兄弟」（1981年）
  - 第154話「返す十手の心意気」（1981年）
  - 第164話「幸せの絆」（1981年）
  - 第170話「向島から来た女」（1982年） - 円造
  - 第183話「哀れ駒形親子唄」（1982年） - 医者
- 土曜グランド劇場
  - ちょっとマイウェイ 第1話（1979年）
  - 池中玄太80キロ パート1 第5話「オヤジの心は母ごころ」（1980年）
  - 天まであがれ! パート1（1982年） - おでんや
    - 第2話
    - 第7話
- 警視-K 第7話「太陽が上に向いている」（1980年）- 医者
- 木曜ゴールデンドラマ / 青年（1981年）
- 火曜サスペンス劇場
  - 松本清張の指（1982年）
  - 松本清張スペシャル・夜光の階段（1986年）
  - 松本清張スペシャル・やさしい地方（1988年）
- 右門捕物帖
  - 第2話「同心は悲しみを越えて」（1982年）
  - 第12話「江戸から消えた女」（1983年）
  - 第31話「盗人宿の女」（1983年）
- 銭形平次（風間杜夫版）（1987年）
  - 第5話「江戸っ娘気質」
  - 第19話「惚れた一念」

#### TBS
- 木下恵介アワー
  - 記念樹 第1話（1966年）
  - 女と刀（1967年） - 駅長
  - 兄弟（1969年）
    - 第2話
    - 第6話
    - 第7話

  - 太陽の涙 第3話（1971年）
- 日高川（1967年）
- 刑事くん
  - 第1部 第16話「負けてたまるか!」（1971年）
  - 第2部 第15話「父さんの背広」（1973年）
- 好き! すき!! 魔女先生 - 校医
  - 第4話「ソクラテス 大いに怒る」（1971年）※ノンクレジット
  - 第5話「いじっぱりハモニカさん」（1971年）
  - 第17話「恐怖の帝王 アンドロメダ来る!」（1972年）
  - 第18話「吸血魔人クモンデス現わる!」（1972年）
- なんたって18歳! 第23話「パリ・ハワイ・ニッポン」（1972年）
- 時間ですよ 第94話（1973年）
- 白いシリーズ
  - 白い影（1973年）
    - 第11話 - 管理人
    - 第14話

  - 白い滑走路 第9話「追憶」（1974年）
- 木下恵介・人間の歌シリーズ
  - それぞれの秋 第12、13話（1973年）
  - 冬の運動会（1977年）
- ウルトラシリーズ
  - ウルトラマンタロウ 第35話「必殺! タロウ怒りの一撃!」（1973年） - 医師
  - ウルトラマンレオ 第46話「恐怖の円盤生物シリーズ! 戦うレオ兄弟! 円盤生物の最後!」（1975年） - 警官
- 風の中のあいつ 第18話「無用!! 渡世に女の情け」（1974年）
- おんな家族（1974年）
- 日本沈没 第8話「怒りの濁流」（1974年） - 警備員 ※ノンクレジット
- 夜明けの刑事 第19話「宝くじブーム殺人事件」（1975年）
- 花王愛の劇場
  - 名もなく貧しく美しく（1976年）
  - 天までとどけ 第2話（1991年）
- 高原へいらっしゃい 第2話（1976年）
- 人はそれをスキャンダルという 第8話「妊娠」（1979年）
- 熱い嵐（1979年）
- コメットさん（1979年）
  - 第39話「あァ、結婚」 - 神父
  - 第65話「秋一番 飛んで来た謎の女」 - 天の川米子の父
- Gメン'75 第253話「白バイに乗った暗殺者たち」、第254話「警視庁の女スパイ」（1980年） - 松木裁判官
- 噂の刑事トミーとマツ 第1シリーズ
  - 第50話「トミマツもん絶! 花嫁が消えた」（1980年）
  - 第57話「トミマツ腰抜け、 女は魔物だ!」（1981年）
- 水曜劇場 / 二百三高地 愛は死にますか（1981年）
- 秘密のデカちゃん 第29話「あなた大変! 赤ちゃんが出来た!!」（1981年）
- 東芝日曜劇場
  - 父の恋人（1982年）
  - おとこたちの家（1988年）
  - 春が来た（1989年）
- ザ・サスペンス
  - 鳥取砂丘殺人事件（1984年）
  - 一億人を敵にした男・復讐するは我にあり（1984年）
  - 九州殺人行（1984年）
- そして戦争が終った（1985年）
- 早春物語〜私、大人になります〜（1986年）
- 男女7人夏物語 第4話「夜の橋」（1986年）
- 橋田壽賀子ドラマ おんなは一生懸命 第2話（1987年） - 楽屋番
- 金曜ドラマ
  - ふぞろいの林檎たち パートIII 第6話「キツイ体験ありますか?」（1991年）
  - ジューン・ブライド 第3話「ゼロまんの女」（1995年）
- パパとなっちゃん 第1話「ひとり娘 夏実誕生」（1991年）

#### フジテレビ
- プリンス劇場 愛のシグナル / 静かな朝（1960年）
- お嫁さん 第2シリーズ（1967年）
- 浮世絵 女ねずみ小僧 第2シリーズ 第21話「闇の中の縁結び」（1972年）
- ロボット刑事 第7話「頭上の恐怖!!」（1973年） - 宮田社長
- 剣客商売 第18話「ある剣客の死」（1973年） - 吉田屋
- 科学捜査官 第9話（1973年）
- 特捜記者 第13話「“被害者さがし”より 生き残った女」（1974年）
- 電人ザボーガー 第31話「空飛ぶ鉄拳!! アイ・ロボッター!!」（1974年） - 岩井博士
- 同心部屋御用帳 江戸の旋風 第48話「狙われた女」（1976年）
- 三日月情話（1976年）
  - 第1話
  - 第10話
- あかんたれ 第32話（1977年）
- ご存知!女ねずみ小僧 第20話「八百八町 小判の雨」（1977年）
- 瀬戸の花嫁 第1話（1978年）
- 花王名人劇場 / 津軽三味線よされぶし 第二部「帰郷篇」（1979年）
- 騎馬奉行 第4話「狐狩り伝説 皆殺しの村」（1979年）
- 大捜査線 第7話「明日からは泣かない」（1980年）
- 旅がらす事件帖 第1話「あれが噂の道中奉行」（1980年）
- 江戸の朝焼け 第18話「あいつの女」（1981年）
- 同心暁蘭之介 第28話「俺は生き証人」（1982年）
- セーラー服と機関銃 第1話「女子高校生組長誕生ス!」（1982年）
- 恋人よ、われに帰れ（1983年）
- 心はロンリー気持ちは「…」（1986年）
  - 心はロンリー気持ちは「…」III
  - 心はロンリー気持ちは「…」IV
- 松本清張サスペンス 隠花の飾り 愛犬（1986年）
- 志村けんのバカ殿様
  - （1986年）
  - （1987年）
- 花のあすか組!（1988年）
- 変装・自分の未来を旅した女（1988年）
- さよなら李香蘭（1989年）
- 木曜劇場 / ジュニア・愛の関係 第1話（1992年）

#### テレビ朝日
- 大忠臣蔵（1971年） - 砥師
- 仮面ライダーシリーズ
  - 仮面ライダー
    - 第31話「死斗! ありくい魔人アリガバリ」（1971年） - 医師
    - 第81話「仮面ライダーは二度死ぬ!!」（1972年） - ショッカー科学者

  - 仮面ライダーV3 第27話「生きかえったゾル・死神・地獄・ブラック」（1973年） - ワナゲクワガタ人間態
  - 仮面ライダーX 第28話「見よ! Xライダーの大変身!!」（1974年） - 科学者
- 人造人間キカイダー 第23話「キイロアリジゴク三兄弟見参!」（1972年） - 加東浩三
- 荒野の用心棒（1973年）
  - 第16話「烈風輸送隊に白馬が嘶いて…」
  - 第18話「黒い陰謀は波涛を越えて…」
- 旗本退屈男 第5話「おらんだ坂の黒い霧」（1973年）
- テレビスター劇場 / 華麗なる一族（1974年）
- 非情のライセンス 第2シリーズ 第30話「兇悪の入試」（1975年） - 飯田
- スーパー戦隊シリーズ
  - 秘密戦隊ゴレンジャー
    - 第26話「青すじ七変化! 恐怖の毒薬博士」（1975年） - 松本博士
    - 第81話「黒い疑惑!! 殺人スパイの罠」（1977年） - イーグル裁判官

  - バトルフィーバーJ 第48話「大盗賊と泥棒少年」（1979年） - 茂夫
  - 太陽戦隊サンバルカン（1981年）
    - 第3話「日本に挑む鉄の爪」 - 土井春信
    - 第41話「七化けドロンパ狸」 - 飼育員
- 特別機動捜査隊 第757話「霊柩車を撃て!」（1976年）
- アクマイザー3 第35話「なぜだ?! 人間がロボットに」（1976年） - 医師
- 落日燃ゆ（1976年）
- 土曜ワイド劇場
  - 江戸川乱歩の美女シリーズ 第1作「氷柱の美女」（1977年） - 斎藤
  - 華やかな死体・赤い花は殺人予告（1980年）
  - 京都大原女の謎（1988年）
  - 仮面の人形（1989年）
- ロボット110番 第19話「稲妻キックを受けてみろ」（1977年） - 小久保
- 達磨大助事件帳 第16話「あに・いもうと」（1978年）
- 浮浪雲 第8話（1978年）
- 若さま侍捕物帳 第2話「参上!! 男の花道」（1978年） - 居酒屋の親爺
- 西部警察
  - 西部警察 (PART1)
    - 第12話「ビッグバッド・ママ」（1979年）
    - 第18話「俺たちの闘い」（1980年）
    - 第44話「ロング・グッドバイ」（1980年）
    - 第47話「笛吹川有情」（1980年）
    - 第58話「狙われる」（1980年）
    - 第85話「男の償い」（1981年）

  - 西部警察 PART-II
    - 第24話「危険なロックンローラー」（1982年）
    - 第34話「トリック・ジャック」（1983年）
- 江戸の牙 第21話「生か死!? 暁の脱出作戦」（1980年） - 老主人
- 鬼平犯科帳（萬屋錦之介版）
  - 第1シリーズ 第18話「妖盗葵小僧」（1980年）
  - 第3シリーズ 第25話「本門寺暮色」（1982年）
- 長七郎天下ご免! 第60話「紅蓮の海に故郷（くに）を見た!」（1981年） - 勝五郎
- 走れ!熱血刑事 第14話「甦れ! 白球」（1981年）
- 特捜最前線
  - 第212話「地図を描く女!」（1981年）
  - 第310話「九官鳥と喋る男!」（1983年）
  - 第337話「哀歌をうたう女!」（1983年）
  - 第345話「新春I 窓際警視の子守歌!」（1984年）
  - 第408話「幻の女II・妻という名の青い鳥!」（1985年）
  - 第483話「二重記憶喪失の女・青い鳥、墜ちた!」（1986年）
  - 第503話「拳銃強奪・愛した日々よ永遠に!」（1987年）
- 文吾捕物帳
  - 第3話「過去からの使者」（1981年）
  - 第12話「美しき殺人鬼」（1982年）
- ゴールデンワイド劇場 / 終りに見た街（1982年）
- 私鉄沿線97分署
  - 第11話「晴れ着魔大和屋ンにプレゼント!」（1985年）
  - 第35話「子連れサギ師でエキサイト!!」（1985年）
  - 第79話「壁をスイスイ! ヤモリ男の謎!?」（1986年）
- どうぶつ通り夢ランド
  - 第2話「拒食症の子犬を救え!」（1986年）
  - 第22話「白衣とセーラー服、愛をめぐる姉妹の女のたたかい」（1987年）
- はぐれ刑事純情派 第2シリーズ 第3話「マンションの鍵を模造した男」（1989年）
- 特警ウインスペクター（1990年）
  - 第8話「脱線! 親子救急隊」 - 老人
  - 第38話「選ばれた男」 - 青木東洋の仲間
- 横溝正史傑作サスペンス・犬神家の一族（1990年）
- 代表取締役刑事 第27話「人間の絆」（1991年）

#### テレビ東京
- プレイガール 第80話「女をひと皮むいたとき」（1970年）
- 残りの雪 第1話（1975年）
- 大江戸捜査網
  - 第3シリーズ
    - 第140話「花火よ夜空を貫け!」（1976年）
    - 第169話「女盗賊 初春に舞う」（1977年）
    - 第265話「殺意なき用心棒」（1978年）
    - 第270話「姿なき目撃者」（1979年）
    - 第304話「御前試合が暴く謎の金脈」（1979年）
    - 第330話「五七五に賭けた恋情け」（1980年）
    - 第333話「おっかさんの唄が聞こえる」（1980年）
    - 第341話「夜空に賭けた女の慕情」（1980年）
    - 第359話「炎から生まれた女」（1980年）
    - 第380話「大虐殺 砂金の陰謀」（1981年）
    - 第387話「銃口に立ち向かう男」（1981年）
    - 第395話「隠密対殺し屋 地獄の決斗」（1981年）
    - 第417話「にせ小判 一万両」（1981年）
    - 第427話「母に託す 謎の印籠」（1982年）
    - 第489話「女を狩る通り魔 陶酔の宴」（1983年）
    - 第507話「美女必殺剣! 非情の果し状」（1983年）
    - 第517話「孤島に燃える! 悲恋の挽歌」（1983年）

  - 平成版 第2シリーズ 第23話「浮世絵は殺しの匂い」（1992年）
- 快傑ズバット 第13話「少年殺し屋のバラード」（1977年） - 町の人